# Jean-Claude Dupont (ethnologue)
Pour les articles homonymes, voir Dupont ou Dupond.
Jean-Claude Dupont (né le 27 avril 1934 à Saint-Antonin, au Québec, et mort le 17 mai 2016) est un ethnologue, professeur, essayiste, éditeur et peintre naïf québécois,.
Il est un pionnier dans le domaine de la culture matérielle, une branche de l'ethnologie qui se penche sur les objets et le quotidien des groupes humains. Les travaux de Jean-Claude Dupont rappellent que les techniques et les gestes sont ceux d'un milieu qui «veut aider les humains à survivre matériellement et spirituellement». Son approche étudie les faits de culture matérielle dans une perspective systémique.
Ethnologue réputé, récipiendaire en 1993 de la Médaille Marius-Barbeau de l'Association canadienne d'ethnologie et de folklore, et en 1998, du prix Gérard-Morisset, Jean-Claude Dupont a guidé pendant 35 ans comme professeur des centaines d’étudiants. 
En 2005, il est nommé à l'Ordre du Canada. Auparavant, il est récipiendaire en 1993 de la Médaille Marius-Barbeau de l'Association canadienne d'ethnologie et de folklore, et en 1998, du prix Gérard-Morisset,
Il reçoit un doctorat d’honneur ès lettres de l’Université de Moncton en 2004 ainsi qu’un doctorat honorifique en études acadiennes de l’Université Sainte-Anne en 2012.

## Biographie

### Formation
Détenteur d'un baccalauréat ès arts de l'Université Sainte-Anne, en Nouvelle-Écosse, en 1960, Jean-Claude Dupont poursuit ses études à l'Université Laval, à Québec, où il reçoit une licence ès lettres (1963), une maîtrise ès arts et un doctorat en ethnologie. Par la suite, il entreprend des études postdoctorales au Centre d'ethnologie française de Paris. 
Dans le cadre de sa maîtrise, il se penche d'abord sur L'Artisan forgeron et ses traditions (1966). Il étendra ensuite ses recherches aux Traditions des métiers du fer dans la société québécoise (1974) pour sa thèse de doctorat. «Le travail de Dupont peut être qualifié de première étude globale, ou de tentative holistique, qui s’intéresse au «genre de vie» de l’artisan du  fer. Désormais, l’accent est déplacé des objets aux traditions du geste et privilégie l’acteur dans son rapport à la communauté. Pour Dupont, « l’artisan du fer occupe une place importante au  sein de la société paysanne et sa fonction a des ramifications dans plusieurs sphères de la vie traditionnelle.» L’étude est publiée aux Presses de l’Université Laval en 1979 sous le titre significatif de L’artisan forgeron.
Dans le cadre de ses travaux scientifiques, Jean-Claude Dupont s'inspire de chercheurs français et américains (Leroi-Gourhan et Henry Glassie, entre autres) pour associer des techniques et des gestes, jusque-là considérés de façon isolée, à une communauté dans laquelle ils ont acquis une valeur sociale. «Au début de sa carrière, il s’est intéressé aux objets : outils, meubles, bibelots, photos de mariage, etc., puis il s’est tourné vers le patrimoine immatériel ou vivant, surtout aux contes et légendes», rappelle Jeanne Valois.  

### Carrière
Jean-Claude Dupont commence sa carrière, en tant qu’auxiliaire de recherche au Département de géographie et au Centre d’études nordiques de l’Université Laval, Il travaille à la préparation de deux manuscrits, Inventaire toponymique des îles du Saint-Laurent et Les noms de lieu de la Beauce. Par la suite, il travaille au Centre d’études nordiques avec Jacques Rousseau sur l’ethnographie des côtes de Terre-Neuve.  
Professeur à la Memorial University de Saint-Jean (1964-1965), à Terre-Neuve, et à l'université de Moncton (1965-1967), au Nouveau-Brunswick, Jean-Claude Dupont enseigne à l'Université Laval de 1968 jusqu'à sa retraite en 1999. En 1979, il devient professeur titulaire du programme d'ethnologie. 
Durant sa carrière, Jean-Claude Dupont a écrit, seul ou en collaboration, une quarantaine d'ouvrages sur la culture matérielle des francophones d'Amérique du Nord dont Le Monde fantastique de la Beauce (1972), Héritage d'Acadie (1972), Le Sucre du pays (1975), Histoire populaire d'Acadie (1979) et L'artisan forgeron (1979). 
Par ailleurs, il a dirigé plus de 50 mémoires de maîtrise et 25 thèses de doctorat. Les diplômes d'études avancées pleuvaient par dizaines, nourrissant une muséologie en plein élan et un ministère de la Culture en envolée. Les publications étaient des best-sellers et tout le monde ratissait les campagnes pour se dénicher un domaine ou une trace matérielle du passé. Dupont a été un raffineur de carburant de cet éveil populaire, vite mis en image pour la télévision. Le professeur Dupont a ouvert mille pistes à explorer à une foule de créateurs.» 
De 1976 à 1982, il a été directeur du Centre d'études sur la langue, les arts et les traditions populaires des francophones en Amérique du Nord (CÉLAT). Selon Martine Roberge, «La  production du Célat de la période 1976-1980 est majoritairement axée sur la culture matérielle qui, elle-même, est alimentée par les grands inventaires gouvernementaux touchant les biens  culturels et les ensembles architecturaux, ou les projets de sites patrimoniaux de Parcs Canada. Ce constat va de pair avec le fait que Jean-Claude Dupont assume la direction du Célat de  1976 à 1981. À cette époque, le Célat réunit trois groupes de chercheurs: les ethnologues rattachés au programme d’Arts et traditions populaires, les linguistes du Trésor de la langue française au Québec et ceux de l’Atlas linguistique de l’Est du Québec, avec comme élément unificateur des trois groupes, les Archives de folklore (Harvengt 1998 : 47). La plupart des  chercheurs du Célat travaillent sur des projets d’inventaire, de catalogues ou de typologies et les principales études portent sur les croix de chemin, les technologies préindustrielles, les arts  populaires, la chanson folklorique et le conte populaire.»  
« Dans les années 70 et 80, il était partout », affirme l’historien et scénariste Michel Lessard.
Jean-Claude Dupont est aussi professeur invité à l'Institut français de Worcester au Massachusetts et aux Universités de New York à Albany, de Sudbury en Ontario et de Moncton au Nouveau-Brunswick. Il profite de son passage aux États-Unis pour donner de nombreuses conférences dont « L’art populaire », à Penn State University, State College, Pennsylvanie, en mars 1985 ; « Art populaire et formes décoratives », au Assumption College, Worcester, Mass., en avril 1985 ; et « Les légendes du Saint-Laurent », au Assumption College, Worcester, Mass., en avril 1985.  
Jean-Claude Dupont a publié et illustré une quinzaine de recueils de légendes se rapportant aussi bien à l'Amérique française et au fleuve St-Laurent qu'aux diverses régions du Québec et à la culture amérindienne que l'on peut se procurer aux Éditions JC Dupont. Soucieux de la diffusion du patrimoine, Jean-Claude Dupont devient alors éditeur et peintre. Il illustre chacune des légendes de ses livres de vulgarisation d’un tableau de style naїf -- plus de 400 au total. Il cherchait à peindre surtout les humains, leurs travaux, leurs réactions, le mystérieux, la curiosité, l’étonnement, l’humour. Il s’intéresse aux rites de passage : naissance, mariage et mort. Il développe aussi un grand intérêt pour la culture autochtone. 
Grace aux expositions et aux livres, son œuvre dépasse les frontières. Légendes amérindiennes, est traduit en anglais et publié sous le nom de Indian Legends (1993). Loups-garous, diables et fantômes, en couleurs, est traduit en Russe par Alexandre Sadetsky (2001). 
Selon Hans-Jürgen Greif, professeur de littératures allemande et française, « Jean-Claude a été le plus important ethnologue des légendes au Québec. Et que dire des tableaux de Jean-Claude qu’on dirait illuminés de l’intérieur, aux couleurs vibrantes et savamment dosées? » Ces tableaux ont d’ailleurs fait l’objet d’importantes expositions à travers le monde. Pour une, l'Exposition « Sur le chemin des légendes » qui sera inauguré au Musée d’archéologie et d’histoire Pointe-à-Callière, à Montréal, circulera pendant plus de 2 ans, à travers le Canada, dont Edmonton, Régina, Calgary. 
Pour Jean Simard, « Le peintre ethnologue Jean-Claude Dupont emprunte à la tradition orale des sujets qu’il transpose en images.  Inspirées pour une grande part du monde légendaire, ces images réalistes ou fantastiques, rappellent les sentiments d’émerveillement, de crainte mais aussi d’humour que suscitaient les croyances populaires dans la culture traditionnelle, comme elles trahissent aussi la présence de symboles appartenant au patrimoine humain universel. »   
En 1996, l’hôtel du Canadien Pacifique nommé le Fairmont, Château Mont Tremblant, décore ses chambres et sa salle de conférences avec des tableaux de Jean-Claude Dupont. À l’intérieur des salles de conférences, les immenses murs reprennent en format géant les tableaux de Jean-Claude Dupont. 
D'après Harold Gilbert, «Jean-Claude Dupont avait cette manière de raconter les légendes comme s’il en avait été lui-même témoin. Ce qui est un peu vrai. En effet, né à Saint-Antonin, dans le Bas-Saint-Laurent, le jeune Dupont se plaît à écouter les aïeux, détenteurs de la sagesse populaire, les bûcherons et gens de passage qui se dépensent en histoires abracadabrantes de loups-garous et de trépassés dans la chaleur du magasin général familial.»  
En 2016, Michel Forest, directeur du Musée international d’art naïf de Magog, conçoit une vidéo consacrée à dix peintres d’expression naïve d’ici dont Jean-Claude Dupont.    
Entre 1973 et 1976, Jean-Claude Dupont a aussi écrit les textes de plusieurs chansons mises en musique par Daniel DeShaime ou encore, Angèle Arsenault et popularisées par Édith Butler. (Sail à majeur, l'Acadie s'marie, Les berceaux, Nos hommes ont mis la voile, etc.).
À cet égard, Jean-Claude Dupont laisse derrière lui une œuvre qui dépasse le cadre universitaire : des livres, des expositions, un jeu de société, des chansons, des pochettes de disques, des conférences, des entrevues, des articles dans les médias, des chapitres de livres, etc. Dans le cadre de ses examens de français, le Ministère de l’Éducation a utilisé à de nombreuses reprises ses textes de légendes, initiant ainsi des générations de Québécois au monde des légendes. 

### Famille
En 1963, il épouse Jeanne Pomerleau qui devient sa principale collaboratrice dans ses enquêtes sur le terrain au Québec et dans les provinces maritimes. 
Jeanne Pomerleau compte plusieurs publications à son actif, dont Les grandes corvées beauceronnes, Métiers ambulants d’autrefois et Arts et métiers de nos ancêtres, 1650-1950, Gens de métiers et d'aventures et la trilogie Des métiers pour l'âme, Des métiers pour le corps et Des métiers pour le voisinage. 

## Publications (sélection)
Jean-Claude Dupont est l'auteur d'une quarantaine d'ouvrages scientifiques sur la culture populaire. Ses publications portent sur les différentes régions du Québec, d'abord sur la Beauce, et portent aussi sur l'Acadie.
Sur la Beauce :
- 1965 : Les noms de lieux de la Beauce
- 1972 : Le monde fantastique de la Beauce, repris en 1974 sous le titre Le Légendaire de la Beauce
- 1976 : Contes de bûcherons

Recueils de légendes :
- Une quinzaine de recueils de légendes se rapportant à l'Amérique française, au fleuve et à la culture amérindienne. Il illustre ces légendes de peintures naïves et ses tableaux ont été exposés au Québec, ailleurs en Amérique du Nord ainsi qu'en Europe. Il a produit ainsi plus de quatre cents toiles. Ses recueils sont publiés aux Éditions J.-C. Dupont.

Métiers et pratiques :
- 1966 : L'Artisan forgeron et ses traditions (objet de son mémoire de maîtrise)
- 1974 : Traditions des métiers du fer dans la société québécoise (objet de sa thèse de doctorat)
- 1974 : Le pain d'habitant
- 1975 : Le Sucre du pays
- 1977 : Le fromage de l'Île d'Orléans
- 2004 : Le temps des sucres

Sur l'Acadie :
- 1972 : Héritage d’Acadie
- 1979 : Histoire populaire d'Acadie

## Distinctions
- 1981 : Membre de la Société royale du Canada (Académie des sciences humaines)
- 1985 : Les Abénaquis d'Odanak l'ont fait membre honoraire de leur communauté.
- 1992 : Ordre des Francophones d'Amérique
- 1993 : Médaille Marius-Barbeau de l'Association canadienne d'ethnologie et de folklore
- 1996 : Hommage du Conseil international des monuments et des sites, un organisme partenaire de l'Unesco, en reconnaissance de sa contribution à la mise en valeur du patrimoine
- 1998 : Prix Gérard-Morisset[6]
- 2004 : Doctorat d’honneur ès lettres de l’Université de Moncton
- 2004 :  Membre de l'Ordre du Canada[7]
- 2012 : Doctorat honorifique en études acadiennes, de l'Université Sainte-Anne

## Médiagraphie
- « Hommage à Jean-Claude Dupont », sur Société québécoise d'ethnologie, novembre 2015 (consulté le 18 mai 2016).
- « L'Université Sainte-Anne décernera un doctorat honorifique à Monsieur Jean-Claude Dupont, le 12 mai 2012 », sur Université Sainte-Anne, 2012 (consulté le 18 mai 2016)
- Décès de l’ethnologue Jean-Claude Dupont
- Éditions J-C Dupont
- Jeanne Pomerleau